# NGC 5307
NGC 5307 ist ein planetarischer Nebel im Sternbild Zentaur und hat eine Winkelausdehnung von 0,3' und eine scheinbare Helligkeit von 11,2 mag. 
Das Objekt wurde am 15. April 1836 von John Herschel entdeckt.